# Heinrich V của Thánh chế La Mã
Heinrich V (tiếng Đức: Heinrich V.; khoảng 11 tháng 8 năm 1081 hoặc 1086 – 23 tháng 5 năm 1125 tại Utrecht) là Vua La Mã Đức (từ năm 1099 đến năm 1125) và là Hoàng đế La Mã Thần thánh (từ năm 1111 đến năm 1125). Được cha mình Heinrich IV trao quyền cai trị vào năm 1098, ông là hoàng đế thứ tư và cũng là cuối cùng của nhà Salier.